# Vignola
För andra betydelser, se Vignola (olika betydelser).
Vignola är en stad och kommun i provinsen Modena i regionen Emilia-Romagna i Italien. Kommunen hade 25 493 invånare (2018) och gränsar till kommunerna Castelvetro di Modena, Marano sul Panaro, Savignano sul Panaro och Spilamberto.
I Vignola föddes arkitekten Giacomo Barozzi da Vignola (1507-1573).